# Bergbana
Denna artikel handlar om transportmedlet bergbana. Se berg- och dalbana för nöjesanläggningen.

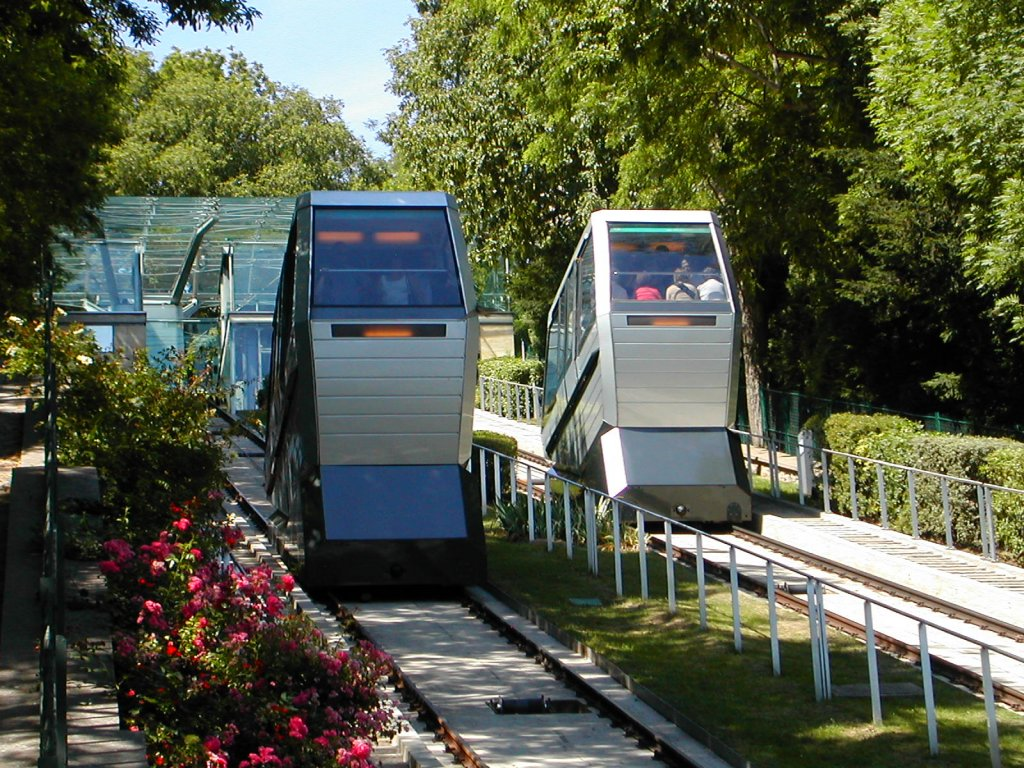
Montmartres bergbana (Funiculaire de Montmartre) i Paris. Den har sedan 1991 motvikter och de båda vagnarna går oberoende av varandra och den kallas därför av en del för snedhiss.

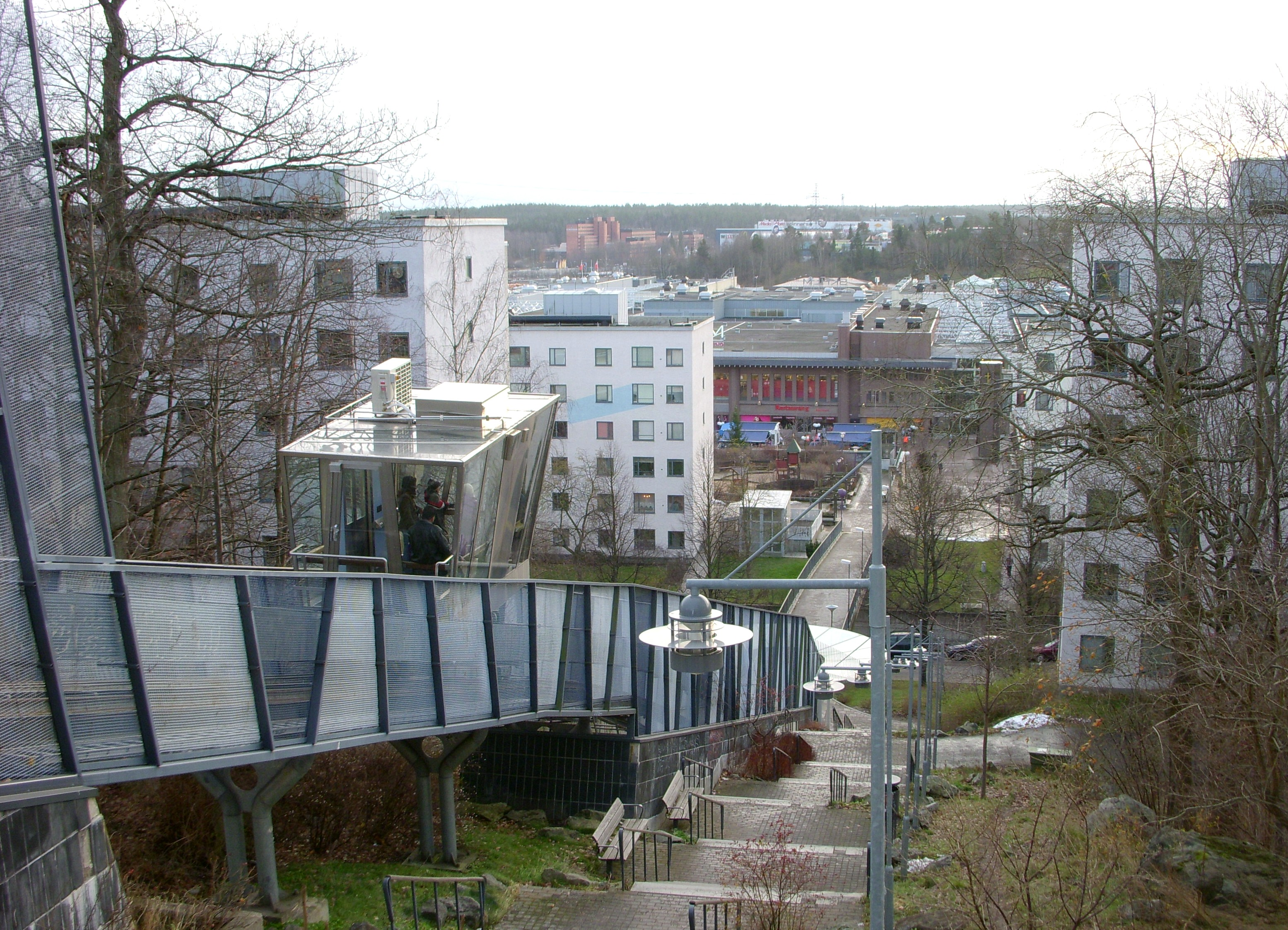
Skärholmens bergbana 2008.

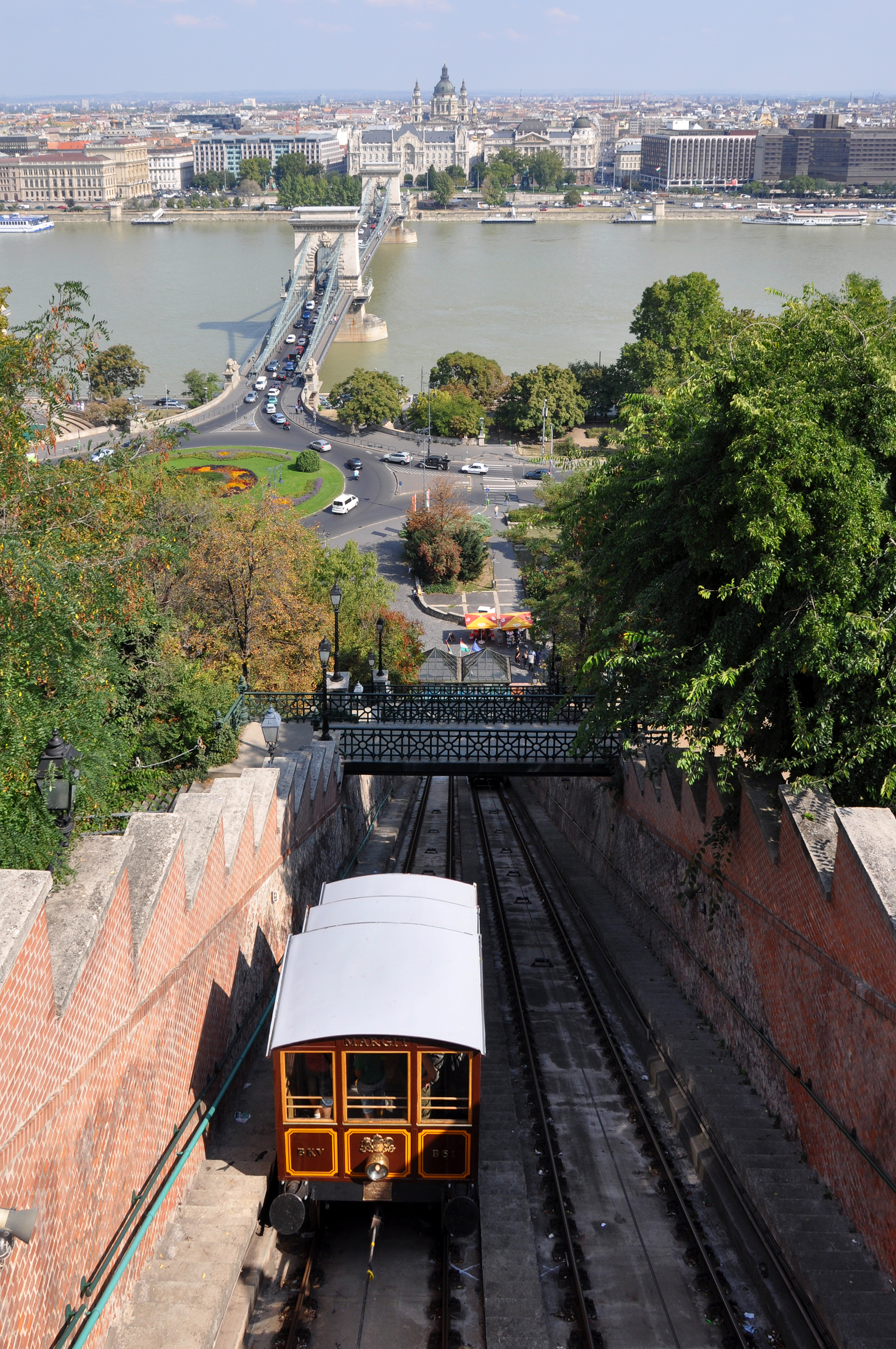
Budapest bergbana

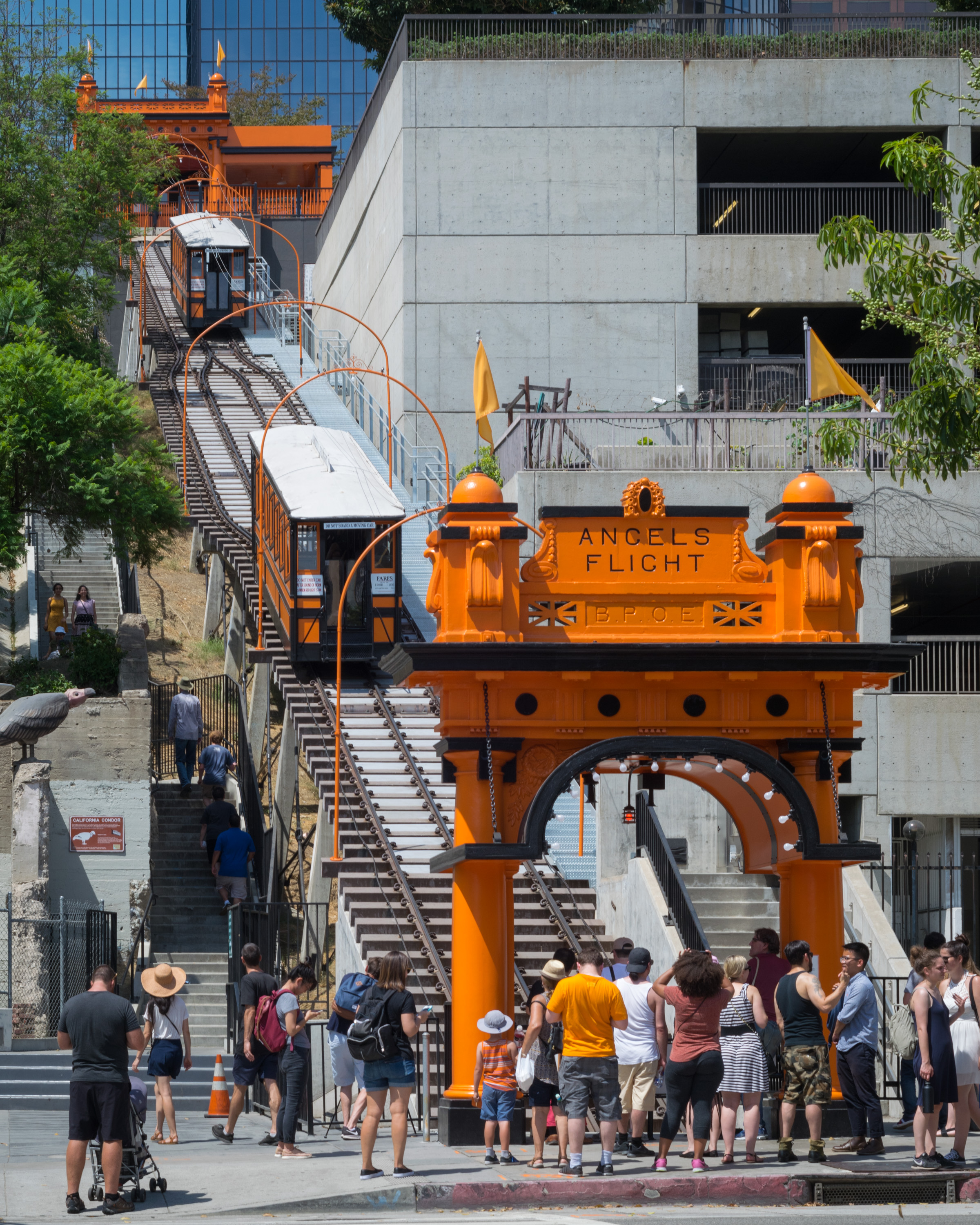
Angels Flight i centrala Los Angeles.

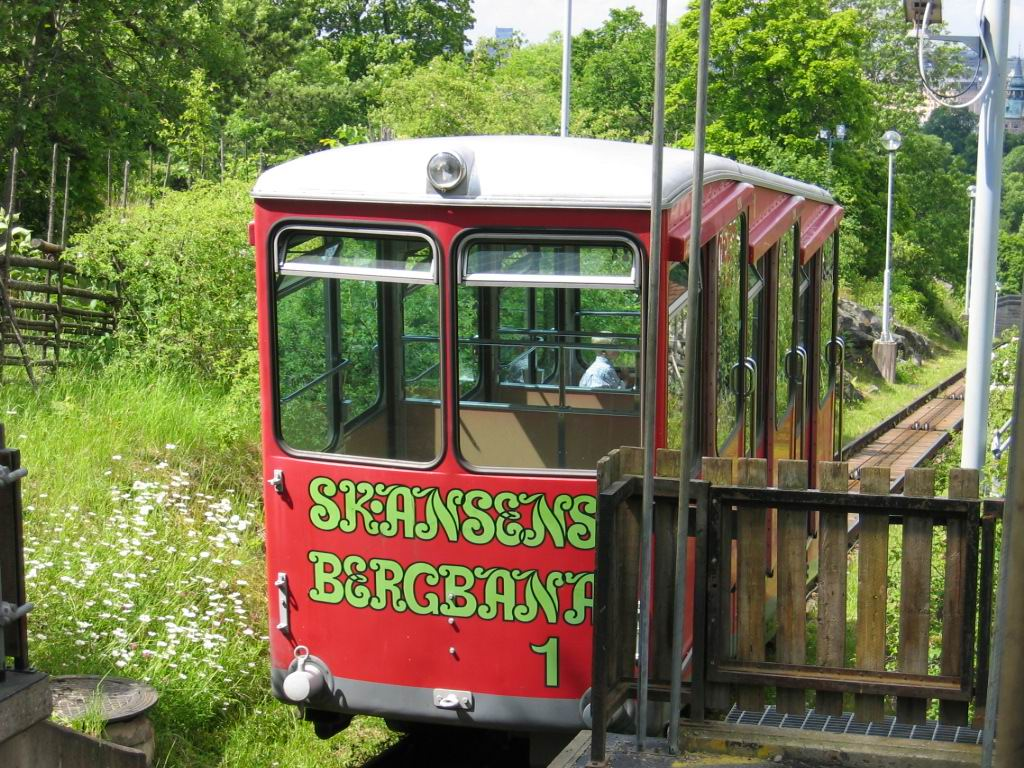
Bergbanan vid friluftsmuseet Skansen i Stockholm.

Bergbana (tyska: Standseilbahn, engelska funicular, franska funiculaire) är en typ av spårtrafik med större stigningsvinkel än vad som är normalt för järnväg och spårväg. För att klara stigningen utrustas bergbanan med en eller flera stållinor. Bergbanor förekommer ofta på skidorter, där de byggdes när alpin skidsport var i sin linda, innan de huvudsakliga skidliftarna hade utvecklats och bergbanor tillhör just därför huvudgruppen skidlift. De bergbanor som idag påträffas på skidorter härstammar ofta från slutet av 1800-talet eller början av 1900-talet. Inte sällan är de moderniserade med nybyggda vagnar och utbyggt säkerhetssystem, men det förekommer också relativt nybyggda anläggningar.

## Drift och teknik
En vagn är fast förankrad i var ända av en eller flera stållinor, och vagnarna balanserar ut varandra viktmässigt. På banans toppstation finns maskineriet med ett stort linhjul som vanligtvis drivs av en elmotor men i äldre tider förekom ångmaskiner. Runt detta linhjul löper då stållinan, en vagn hänger i var ända av linan, och när den ena vagnen är på väg ned är den andra på väg upp; de pendlar och möts endast på mötesspåret på mitten av banan.
Bergbanan är vanligtvis enkelspårig med ett mötesspår exakt på mitten, men det förekommer även helt dubbelspåriga banor. Bergbanan är vanligtvis långsam med begränsad passagerarkapacitet.

### Vattenbarlastad drivning

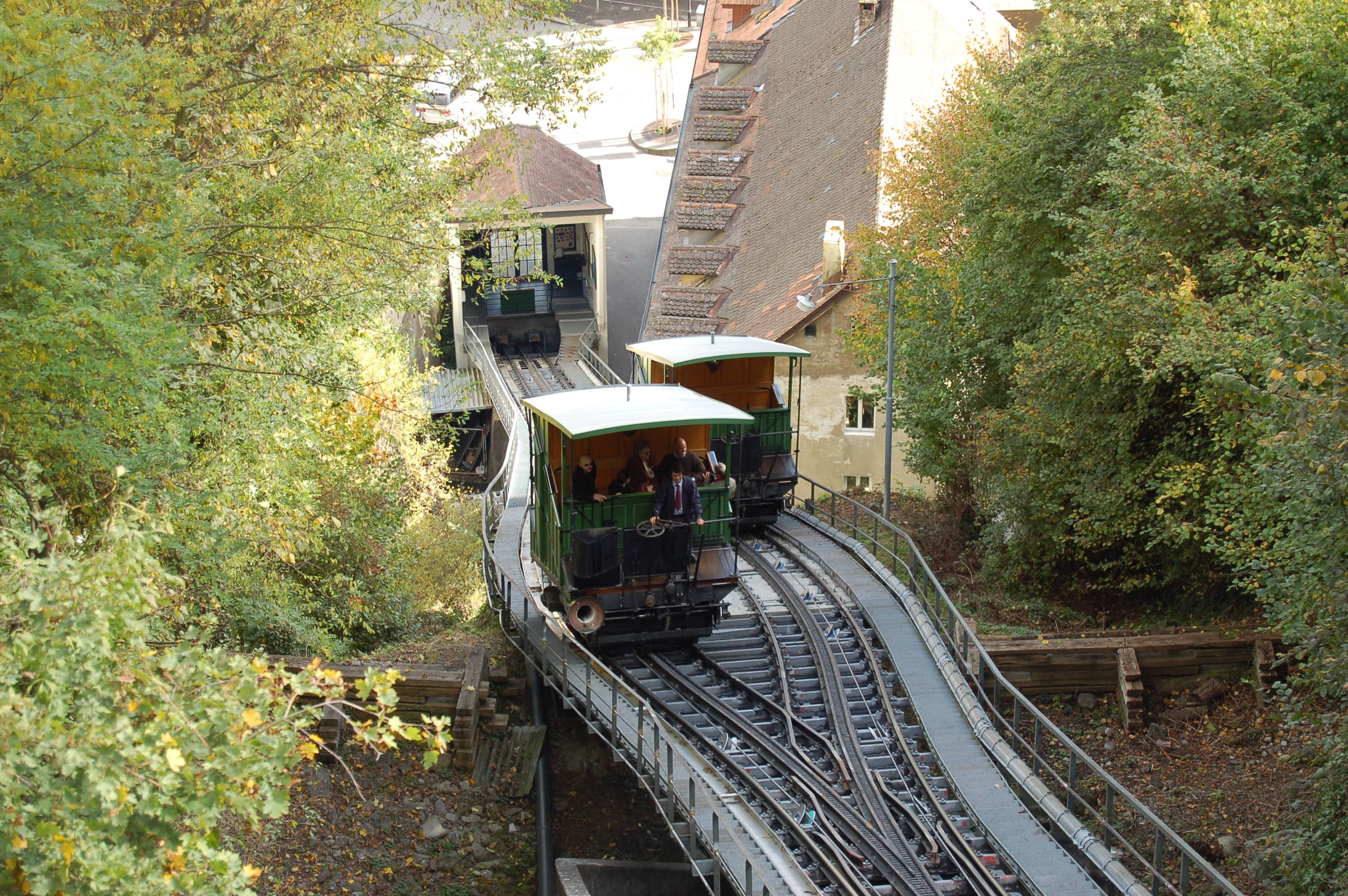
Den avloppsvattendrivna bergbanan Neuveville — St-Pierre i Fribourg, Schweiz.

Några bergbanor har byggts med vattentankar under golvet på respektive vagn som fylls eller töms tills tillräcklig obalans uppnås för att möjliggöra drivning. Vagnen uppe på bergsstationen lastas med vatten tills den är tyngre än vagnen på dalstationen, vilket får den att rulla nerför banan, samtidigt som den drar upp den andra vagnen. Vattnet töms ut när vagnen når dalstationen och processen upprepas, men med ombytta roller för de två vagnarna. Vagnrörelserna kontrolleras av en bromsare.
Giessbachbahn i den schweiziska kantonen Bern var ursprungligen vattendriven när den öppnades 1879. Den bana konverterades senare till elektrisk drift. Bom Jesus funicular, byggd 1882 i närheten av Braga i Portugal, är ett annat exempel.
Bergbanan Neuveville - St-Pierre i Fribourg, Schweiz, är speciellt intressant eftersom den använder avloppsvatten som barlast. Vattnet kommer från en avloppsanläggning från stadens övre delar.

## Bergbanor i Sverige
- Åre bergbana, Åre
- Skansens bergbana, Stockholm
- Skärholmens bergbana, Stockholm
- Nacka Strands bergbana, Nacka
- Nybohovshissen, Liljeholmen, Stockholm (underjordisk, även kallad hissbana, jämför avsnittet Snedhiss nedan)
- Lugnets bergbana, Falun

## Snedhissar i Finland och Sverige
- Kakolafunikularen, Åbo

### Nedlagda
- LKABs bergbana på berget Kiirunavaara i Kiruna.
- Lutande planet i Filipstad (1852-1873)[3]
- Råbäcks kalkbana (1884-1930-talet [trafik]  -1949 [rivning])[4][5][6]
- Bergbanan vid Jubileumsutställningen i Göteborg 1923[7][8]

## Stadsbergbanor i Europa
Fløibanen är en bergbana i Bergen i Norge som går från centrum till toppen av Fløyfjellet. Förutom att vara en stor turistattraktion är Fløibanen också viktig för lokalbefolkningen, med flera hållplatser till stadens övre delar uppåt bergsluttningen.
I Lissabon finns på grund av stadens höjdskillnader tre bergbanor. I Paris finns Montmartres bergbana som går upp för kullen Montmartre till Sacre-Coeur och som omfattas av Paris lokaltrafik, vilket innebär att métro-biljetterna gäller även här. Även i Dresden i östra Tyskland finns en bergbana nära den berömda bron Blaues Wunder över Elbe. Prag och Budapest har varsin bergbana. I Kroatiens huvudstad Zagreb förbinder Zagrebs bergbana stadens historiska delar i Gradec med Donji grad (Nedre staden). I Georgiens huvudstad var Tbilisis bergbana upp till berget Mtatsminda i drift fram till år 2000 då en olycka ledde till att 20 turister skadades allvarligt.
I Barcelona finns tre stadsbergbanor. Det är dels Funicular de Montjuïc som förbinder centrala staden med Montjuïc, dels Funicular de Vallvidrera och Funicular del Tibidabo i norra delen av Barcelona. Den sistnämnda leder från staden uppför Tibidabos södra bergssluttning.
I centrala Istanbul finns två bergbanor. Dels gamla Tünel mellan Beyoğlu och Karaköy, öppnad 1875 under Osmanska rikets tid, som även är världens näst äldsta tunnelbana. Inte långt därifrån ligger en betydligt modernare bergbana, även den under jord, mellan Kabataş och Taksim.

## Liknande anläggningar men ej typiska bergbanor

### Kuggstångsbana
Huvudartikel: Kuggstångsbana
En bergbana skall inte förväxlas med en kuggstångsbana. Vagnarna, eller loken, på en kuggstångsbana har eget framdrivningsmaskineri och kan i en del fall trafikera järnväg utan kuggstång. Exempel på kända kuggstångsbanor inom skidanläggningar är Wengernalpbahn och Jungfraubahn i Grindelwald, Tramway du Mont Blanc mitt emellan Chamonix och Megève, samt Gornergratbahn i Zermatt.

### Kabel- och smalspår
Kabelspårvägen i San Francisco ska inte heller förväxlas med en bergbana; vagnarna där är visserligen kabeldrivna men kan frikopplas från kabeln (stållinan). Kabelspår och smalspår förknippas ofta med spårvagnssystem.

### Snedhiss
Ett besläktat transportmedel är snedhissen. Den fungerar tekniskt på ett liknande sätt som bergbanan, med spår och kabeldrift. Den största skillnaden är att den är oftast inomhus, och liknar för passagerarna en vanlig lodrät hiss, eftersom den är mer trång och obemannad, och att det sällan går att se vagnarna utifrån. Sådana finns i Stockholms tunnelbana. Två andra faktorer är brantheten och längden. Något som går inom en byggnad eller en tunnelbanestation räknas snarare som snedhiss än bergbana.
Snedhissen utbalanseras vanligtvis inte av en andra vagn, som bergbanans vagnar gör utan av en motvikt, på samma sätt som i en vanlig lodrät hiss.
Universeum i Göteborg har två parallella snedhissar som delvis går utanför huskroppen.
Båda dessa har motvikter och hisskorgarna rör sig därför oberoende av varandra.